# Narcissus pravianoi
Narcissus pravianoi är en amaryllisväxtart som beskrevs av Francisco Javier Fernández Casas. Narcissus pravianoi ingår i släktet narcisser, och familjen amaryllisväxter.
Artens utbredningsområde är Spanien. Inga underarter finns listade i Catalogue of Life.